# Dusty But New
Dusty But New é o primeiro álbum de estúdio da cantora brasileira Fantine Thó, lançado em 20 de fevereiro de 2012.

## Lista de faixas
| N.º | Título                     | Duração |  |
| 1.  | "All Along The Watchtower" | 3:35    |  |
| 2.  | "Arrested in Rio"          | 4:04    |  |
| 3.  | "Little Angel"             | 4:11    |  |
| 4.  | "Perfect Soul"             | 4:09    |  |
| 5.  | "Plates and Shadows"       | 3:24    |  |
| 6.  | "Probably Will"            | 3:22    |  |
| 7.  | "Shallow Again"            | 3:46    |  |
| 8.  | "Truth Is"                 | 3:55    |  |
| 9.  | "Where On Earth Is Heaven" | 3:43    |  |